# Poecilodryas
Genre
Poecilodryas est un genre de passereaux de la famille des Petroicidae. Il regroupe six espèces de miros.

## Répartition
Ce genre se trouve à l'état naturel en Nouvelle-Guinée,,, et dans le Nord de l'Australie,.

## Liste alphabétique des espèces
Selon la classification de référence du Congrès ornithologique international (version 9.2, 2019) :
- Poecilodryas brachyura (Sclater, PL, 1874) — Gobemouche à menton noir, Miro à menton noir
  - Poecilodryas brachyura albotaeniata (Meyer, AB, 1874)
  - Poecilodryas brachyura brachyura (Sclater, PL, 1874)
  - Poecilodryas brachyura dumasi Ogilvie-Grant, 1915
- Poecilodryas cerviniventris (Gould, 1858) — Gobemouche à flancs chamois, Miro à flancs chamois
- Poecilodryas hypoleuca (Gray, GR, 1859) — Gobemouche à flancs noirs, Miro à flancs noirs
  - Poecilodryas hypoleuca hermani Madarász, 1894
  - Poecilodryas hypoleuca hypoleuca (Gray, GR, 1859)
  - Poecilodryas hypoleuca steini Stresemann & Paludan, 1932
- Poecilodryas superciliosa (Gould, 1847) — Miro bridé